# Globulin miễn dịch E

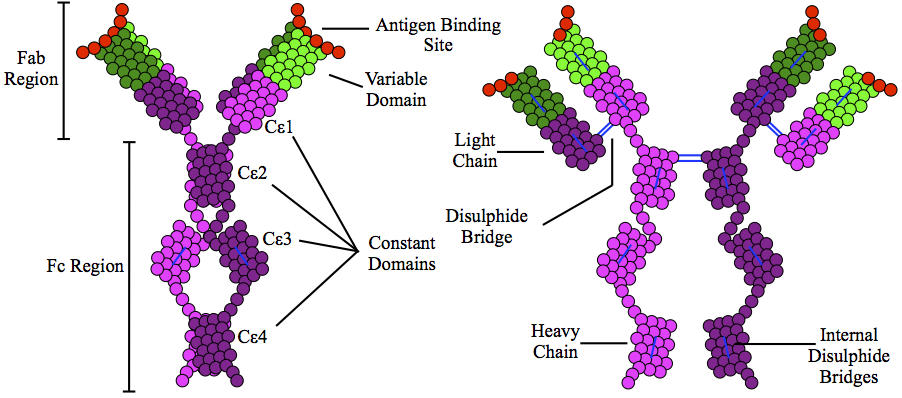
Cấu trúc của kháng thể IgE

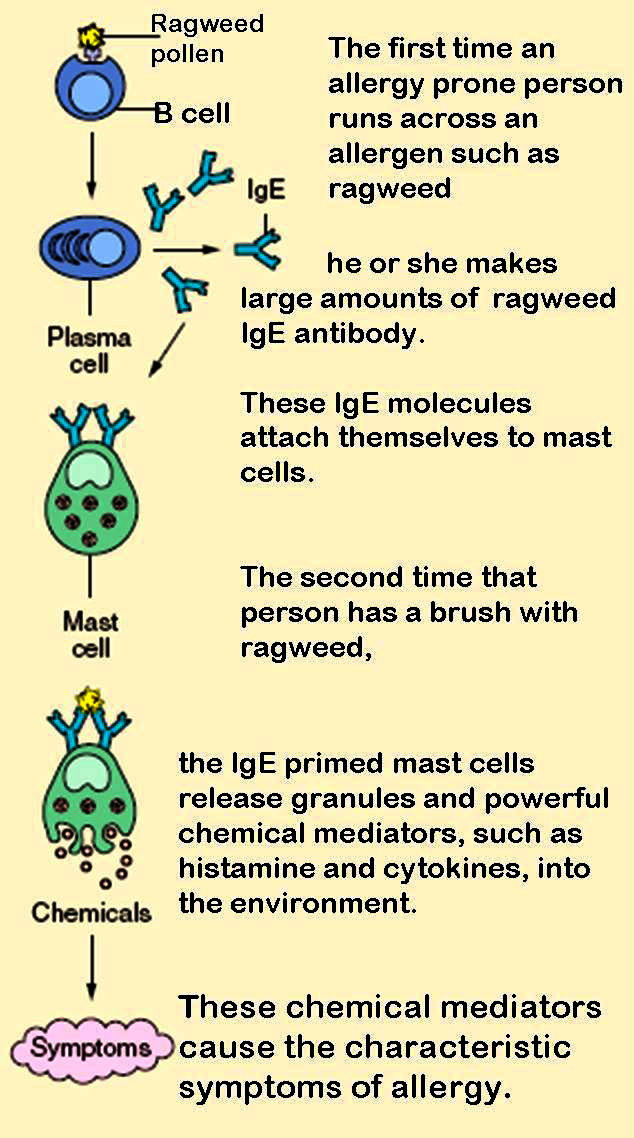
Vai trò của tế bào mast trong sự phát triển của dị ứng.

Quy trình khử phân đoạn 1 - kháng nguyên; 2 - Kháng thể IgE; 3 - Thụ thể Receptor FcεRI; 4 - trung gian tiền định hình (histamine, proteases, chemokines, heparin); 5 - hạt granules; 6 - tế bào mast; 7 - trung gian mới hình thành (prostaglandins, leukotrienes, thromboxanes, PAF)

Globulin miễn dịch E (IgE) là một loại kháng thể (hoặc (immunoglobulin (Ig) "isotype") mà chỉ được tìm thấy ở động vật có vú. IgE được tổng hợp bởi các tế bào plasma. Monome của IgE bao gồm hai chuỗi nặng (ε chain) và hai chuỗi nhẹ, với chuỗi ε chứa 4 Ig liên tục giống nhau (Ce1-Ce4). Chức năng chính của IgE là miễn dịch đối với ký sinh trùng như giun sán như Schistosoma mansoni, Trichinella spiralis, và Fasciola hepatica. IgE được sử dụng trong việc bảo vệ miễn dịch chống lại ký sinh trùng nguyên sinh nhất định như plasmodium falciparum.
IgE cũng có vai trò thiết yếu trong phản ứng quá mẫn loại I, biểu hiện trong các bệnh dị ứng khác nhau, như dị ứng bệnh hen suyễn, hầu hết các loại viêm xoang, viêm mũi dị ứng, dị ứng thực phẩm, và các loại nổi mày đay mãn tính và viêm da dị ứng. IgE cũng đóng một vai trò then chốt trong phản ứng với các chất gây dị ứng, chẳng hạn như: thuốc phản vệ, ong đốt và các chế phẩm kháng nguyên được sử dụng trong liệu pháp miễn dịch dị ứng.
Mặc dù IgE thường là dạng ít phong phú nhất - nồng độ IgE trong huyết thanh trong một cá thể bình thường ("không dị ứng") chỉ khoảng 0,05% nồng độ Ig, so với 75% đối với IgG ở 10 mg/ml, có khả năng kích hoạt các phản ứng viêm mạnh nhất.